# Chaetodermis penicilligerus

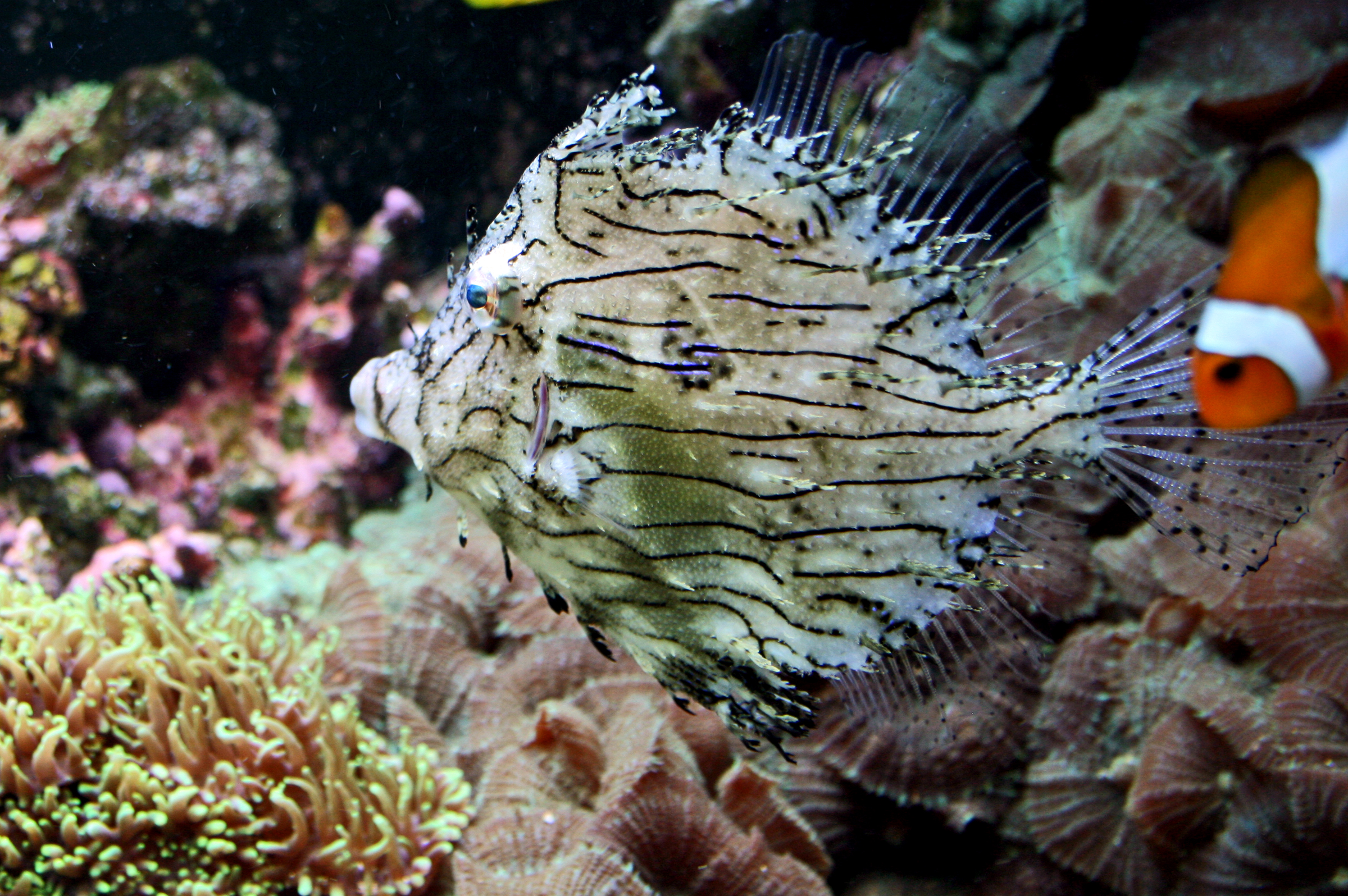
Chaetodermis penicilligerus

Chaetodermis penicilligerus és una espècie de peix de la família dels monacàntids i de l'ordre dels tetraodontiformes.

## Morfologia
- Els mascles poden assolir 31 cm de longitud total.[2][3]

## Hàbitat
És un peix marí, de clima tropical i associat als esculls de corall.

## Distribució geogràfica
Es troba des de Malàisia fins a Austràlia i el Japó.

## Observacions
És inofensiu per als humans i la seua carn és bona per al consum humà.